# Чо Ын Хва
Чо Ын Хва (кор. 조은화; род. 1973, Пусан) — корейский композитор.
Училась в Сеульском университете, а затем в Берлинской Высшей школе музыки имени Эйслера у Ханспетера Кибурца. Начиная с 2002 г. была удостоена премий на нескольких престижных международных конкурсах; наивысшим из этих достижений стала первая премия Международного конкурса имени королевы Елизаветы в Брюсселе (2009, за пьесу для скрипки с оркестром Agens). Среди исполнителей, играющих музыку Чо Ын Хва, в частности, Квартет Ардитти.